# Les Moles (Pratdip)
Les Moles és una muntanya de 673 metres que es troba entre els municipis de Pratdip, a la comarca del Baix Camp i de Tivissa, a la comarca del Ribera d'Ebre.